# Thamshavnbanen
Thamshavnbanen – wąskotorowa zelektryfikowana linia kolejowa w Norwegii w okręgu Trøndelag, w gminach Orkland i Meldal. Powstała w 1908 roku w celu transportu rud z kopalni w Løkken Verk do huty i portu w Thamshamn. Obecnie eksploatowana jako linia muzealna.
Thamshavnbanen była pierwszą zelektryfikowaną linią kolejową w Norwegii, a także jest najstarszą czynną linią kolejową zasilaną prądem przemiennym. Jest również jedyną w Norwegii linią o rozstawie szyn 1000 mm.

## Historia
Pomysł budowy linii kolejowej wyszedł od norweskiego przedsiębiorcy Christiana Thamsa, który był właścicielem kopalni miedzi i cynku w Løkken Verk. Wymienił on ręczne pompy wody na elektryczne. W tym celu trzeba było doprowadzić do kopalni prąd elektryczny, co z kolei umożliwiło budowę zelektryfikowanej linii kolejowej.
Prace zostały rozpoczęte w 1906 roku, a w 1908 uruchomiono odcinek pomiędzy Orkanger a Svorkmo. W otwarciu linii uczestniczył król Norwegii, Haakon VII. W 1910 roku oddano do użytku brakujący odcinek ze Svorkmo do Løkken. Odbyła się wówczas ponowna inauguracja linii, której przewodniczył premier Wollert Konow. Od samego początku linia oprócz rud transportowała również pasażerów.
Podczas II wojny światowej linia była eksploatowana przez niemieckich okupantów. Z tego powodu norweski ruch oporu (a dokładnie Kompania Lingego) przeprowadził na niej cztery akcje sabotażowe.. Akcje te były wycelowane głównie w tabor kolejowy, który był trudny do zastąpienia ze względu na nietypowy rozstaw. W efekcie Niemcy przebudowali linię na normalnotorową, dodając trzecią szynę. Przebudowa została ukończona w maju 1945 roku, w związku z czym dodatkowa szyna nigdy nie była wykorzystana i została usunięta niedługo po wojnie.
W 1963 roku wstrzymano ruch pasażerski na linii. W 1974 zaprzestano również transportu rudy z kopalni. Od roku 1983 działa ona jako linia  muzealna, początkowo jedynie na odcinku Løkken – Svorkmo. W 1986 przedłużono ją do Solbusøy, 1990 do Fannrem, a w 2001 do Bårdshaug, który jest obecnie północnym końcem linii.
W 1993 roku rozebrano odcinek pomiędzy Orkanger a Thamshamn.

## Charakterystyka
Thamshavnbanen jest linią o rozstawie szyn 1000 mm. Zasilana jest prądem przemiennym o napięciu 6600 V i częstotliwości 25 Hz. Długość linii wynosiła na pełnej długości 25,2 km przy różnicy wysokości 160,7 m. Obecnie eksploatowany odcinek ma 22 km. Prędkość maksymalna wynosiła oryginalnie 60 km/h.
Linia biegnie wzdłuż doliny Orkli. W Svorkmo konieczna była zmiana biegu jej dopływu, Svorki, by poprowadzić linię. Pomiędzy Svorkmo a Thamshamn nasypy i inne konstrukcje są przygotowane pod normalny rozstaw szyn. Początkowo planowano bowiem poprowadzenie tędy odcinka linii Dovrebanen. Ostatecznie jednak Storting zadecydował o przeprowadzeniu tej linii dolinami rzek Sokny i Gauli.

## Stacje kolejowe
Początkowo na Thamshavnbanen funkcjonowało osiem stacji i przystanków kolejowych. Obecnie, na potrzeby obsługi linii muzealnej, funkcjonują cztery z nich.
|  | Nazwa     | Lokalizacja | Czynna obecnie? |
|  | --------- | ----------- | --------------- |
|  | Thamshavn | Thamshamn   | nie             |
|  | Orkanger  | Orkanger    | nie             |
|  | Bårdshaug | Orkanger    | tak             |
|  | Follo     | Follo       | nie             |
|  | Fannrem   | Fannrem     | tak             |
|  | Solbusøy  |             | nie             |
|  | Svorkmo   | Svorkmo     | tak             |
|  | Løkken    | Løkken Verk | tak             |

## Galeria

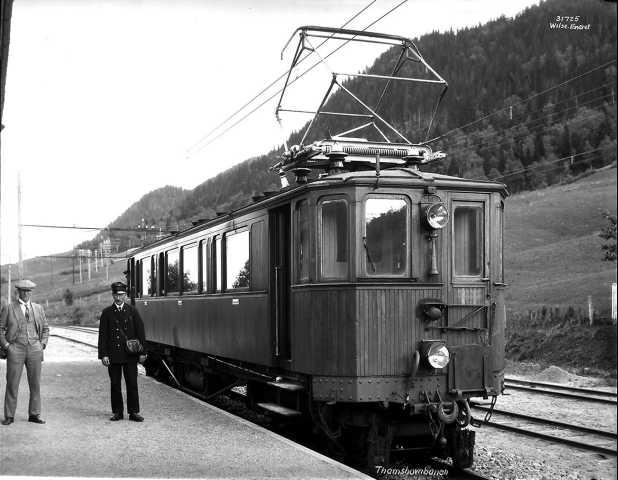
Wagon motorowy na stacji w Orkanger
Lokomotywa nr 3 (Ohma Electra), służąca na linii od początku do lat 50. Obecnie wystawiona przed budynkiem Norweskiego Uniwersytetu Naukowo-Technicznego
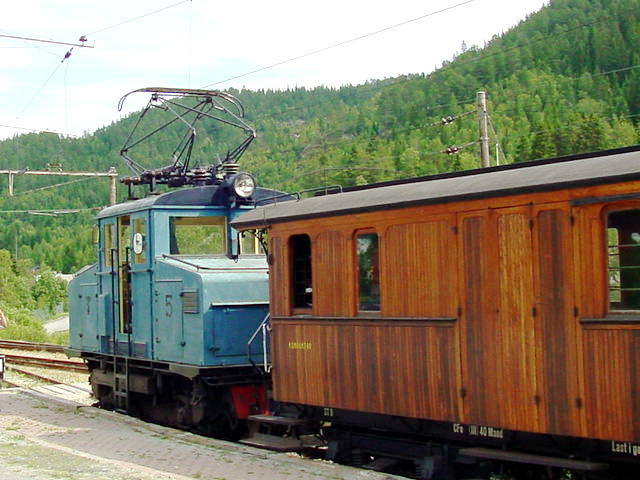
Lokomotywa i wagon w 2004 roku
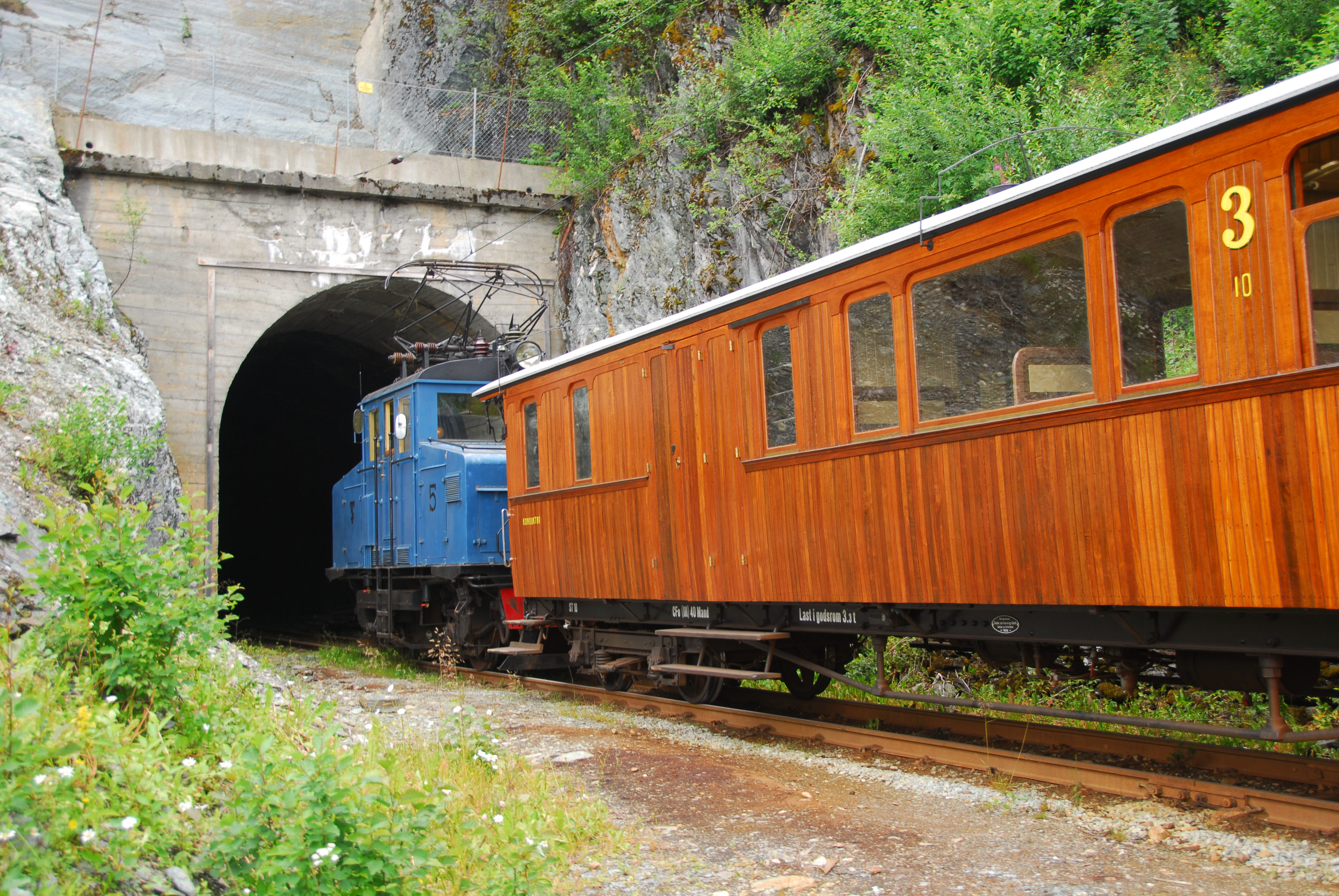
Pociąg wjeżdżający do tunelu Klingliene na linii